# En cabinet particulier
En cabinet particulier er en fransk stumfilm fra 1897 af Georges Méliès.